# SPLASH!!!〜遥かなる自主制作BEST〜
『SPLASH!!!〜遥かなる自主制作BEST〜』（スプラッシュ!!! はるかなるじしゅせいさくベスト）は、FLOWの1枚目のオリジナルアルバム。発売元はKi/oon Records。

## 内容
- 前作から約半年ぶりのリリースで、メジャー初のリリース。ただし公式には、同年7月2日にリリースされたシングル「ブラスター」がメジャーデビュー作と位置付けられている。
- 本作はタイトルにもあるように、インディーズ時代に制作された楽曲を集めたアルバムで、キャッチコピーにも「インディベスト」と記されているが、公式には、オリジナル・アルバムとしてカウントされている。収録曲は、メンバーが、ライブで人気のある楽曲を中心に選んで構成されており、数曲は再録されているほか、新曲も含まれている。
- 通常盤、初回盤の2形態でリリースされ、初回盤にはDVD付き。
- FLOWのアルバムでは最高位を記録している。
- キャッチコピーは、『急遽発売!FLOWインディベスト!贈る言葉（album version）を含む全12曲!!』

## 収録曲
1. SUNSHINE 60 (new recording)
ミニアルバム『SUNSHINE 60』収録曲の新緑バージョン。
2. Everything all right (new recording)
ミニアルバム『SUNSHINE 60』収録曲の新緑バージョン。
3. メロス
インディーズ4枚目のシングル。
テレビ朝日系『Matthew's Best Hit TV』3代目エンディングテーマ。
テレビ東京系『JAPAN COUNTDOWN』2003年5月度オープニングテーマ。
4. 日々道々
ミニアルバム『Like a Rolling Snow』収録曲。
5. 海へ行こう
新曲。
6. Go Places (new recording)
インディーズ1枚目のシングル「FLOW #0」収録曲の新緑バージョン。
7. プラネットウォーク (new recording)
インディーズ1枚目のシングル「FLOW #0」収録曲の新緑バージョン。
8. サニーサイドサーキット
ミニアルバム『Like a Rolling Snow』収録曲。
9. Like a Rolling Snow (new recording)
ミニアルバム『Like a Rolling Snow』収録曲の新緑バージョン。
10. 僕に捧げるバラード
インディーズ3枚目のシングルのカップリング曲。
11. Who Needs Baby
ミニアルバム『SUNSHINE 60』収録曲。
12. 贈る言葉 (Album Version)
インディーズ3枚目のシングル。本作ではボーナストラック扱い。
TBS系『COUNT DOWN TV』2003年1月度エンディングテーマ。
シングルバージョンと違い、ホーンセクションが省かれている。

## 収録内容
| 全作曲: TAKE (#12、作曲: Kazuomi Chiba)、全編曲: FLOW (特記以外)。 |                                                         |                |                                  |      |
| #                                                                  | タイトル                                                | 作詞           | 作曲・編曲                       | 時間 |
| 1.                                                                 | 「SUNSHINE 60 (new recording)」                         | KOHSHI、KEIGO  | TAKE (#12、作曲: Kazuomi Chiba ) | 3:19 |
| 2.                                                                 | 「Everything all right (new recording)」                | TAKE           | TAKE (#12、作曲: Kazuomi Chiba ) | 3:08 |
| 3.                                                                 | 「メロス」(編曲: FLOW & Seiji Kameda)                   | KEIGO、TAKE    | TAKE (#12、作曲: Kazuomi Chiba ) | 4:06 |
| 4.                                                                 | 「日々道々」                                            | KOHSHI         | TAKE (#12、作曲: Kazuomi Chiba ) | 3:19 |
| 5.                                                                 | 「海へ行こう」                                          | KOHSHI、KEIGO  | TAKE (#12、作曲: Kazuomi Chiba ) | 4:05 |
| 6.                                                                 | 「Go Places (new recording)」                           | KOHSHI、KEIGO  | TAKE (#12、作曲: Kazuomi Chiba ) | 5:32 |
| 7.                                                                 | 「プラネットウォーク (new recording)」                  | KOHSHI、KEIGO  | TAKE (#12、作曲: Kazuomi Chiba ) | 3:13 |
| 8.                                                                 | 「サニーサイドサーキット」                              | KOHSHI、KEIGO  | TAKE (#12、作曲: Kazuomi Chiba ) | 3:16 |
| 9.                                                                 | 「Like a Rolling Snow (new recording)」                 | KOHSHI         | TAKE (#12、作曲: Kazuomi Chiba ) | 4:04 |
| 10.                                                                | 「僕に捧げるバラード」                                  | KOHSHI、KEIGO  | TAKE (#12、作曲: Kazuomi Chiba ) | 4:46 |
| 11.                                                                | 「Who Needs Baby」                                      | FLOW           | TAKE (#12、作曲: Kazuomi Chiba ) | 4:17 |
| 12.                                                                | 「贈る言葉 (Album Version)」(編曲: TAKE & Seiji Kameda) | Tetsuya Takeda | TAKE (#12、作曲: Kazuomi Chiba ) | 3:08 |
| 合計時間:                                                          | 合計時間:                                               | 合計時間:      | 46:13                            |      |

| #  | タイトル                   | 作詞 | 作曲・編曲 |
| -- | -------------------------- | ---- | ---------- |
| 1. | 「Live Circuit 2002」      |      |            |
| 2. | 「贈る言葉 (メイキング)」  |      |            |
| 3. | 「贈る言葉 (Music Video)」 |      |            |